# Las Vegas Aces 2020
La stagione 2020 delle Las Vegas Aces fu la 24ª nella WNBA per la franchigia.
Le Las Vegas Aces vinsero la Western Conference con un record di 18-4. Nei play-off vinsero la semifinale con le Connecticut Sun (3-2), perdendo poi la finale WNBA con le Seattle Storm (3-0).

## Roster
| N° | Naz.                   | Ruolo | Sportivo          | Anno | Alt. | Peso |
| -- | ---------------------- | ----- | ----------------- | ---- | ---- | ---- |
| 0  | Stati Uniti (bandiera) | G     | Jackie Young      | 1997 | 183  | 75   |
| 3  | Stati Uniti (bandiera) | G     | Danielle Robinson | 1989 | 175  | 62   |
| 4  | Stati Uniti (bandiera) | C     | Carolyn Swords    | 1989 | 198  | 95   |
| 5  | Stati Uniti (bandiera) | A     | Dearica Hamby     | 1993 | 191  | 83   |
| 5  | Stati Uniti (bandiera) | A     | Megan Huff        | 1996 | 193  |      |
| 7  | Stati Uniti (bandiera) | C     | Avery Warley      | 1987 | 191  | 92   |
| 10 | Stati Uniti (bandiera) | A     | Emma Cannon       | 1989 | 188  | 86   |
| 11 | Stati Uniti (bandiera) | A     | Cierra Burdick    | 1993 | 188  | 78   |
| 14 | Stati Uniti (bandiera) | G     | Sugar Rodgers     | 1989 | 175  | 73   |
| 15 | Stati Uniti (bandiera) | G     | Lindsay Allen     | 1995 | 173  | 86   |
| 21 | Stati Uniti (bandiera) | GA    | Kayla McBride     | 1992 | 180  | 79   |
| 22 | Stati Uniti (bandiera) | C     | A'ja Wilson       | 1996 | 196  | 88   |
| 35 | Stati Uniti (bandiera) | GA    | Angel McCoughtry  | 1986 | 185  | 78   |

## Staff tecnico
- Allenatore: Bill Laimbeer
- Vice-allenatori: Vickie Johnson, Tanisha Wright